# Filamento (electricidad)

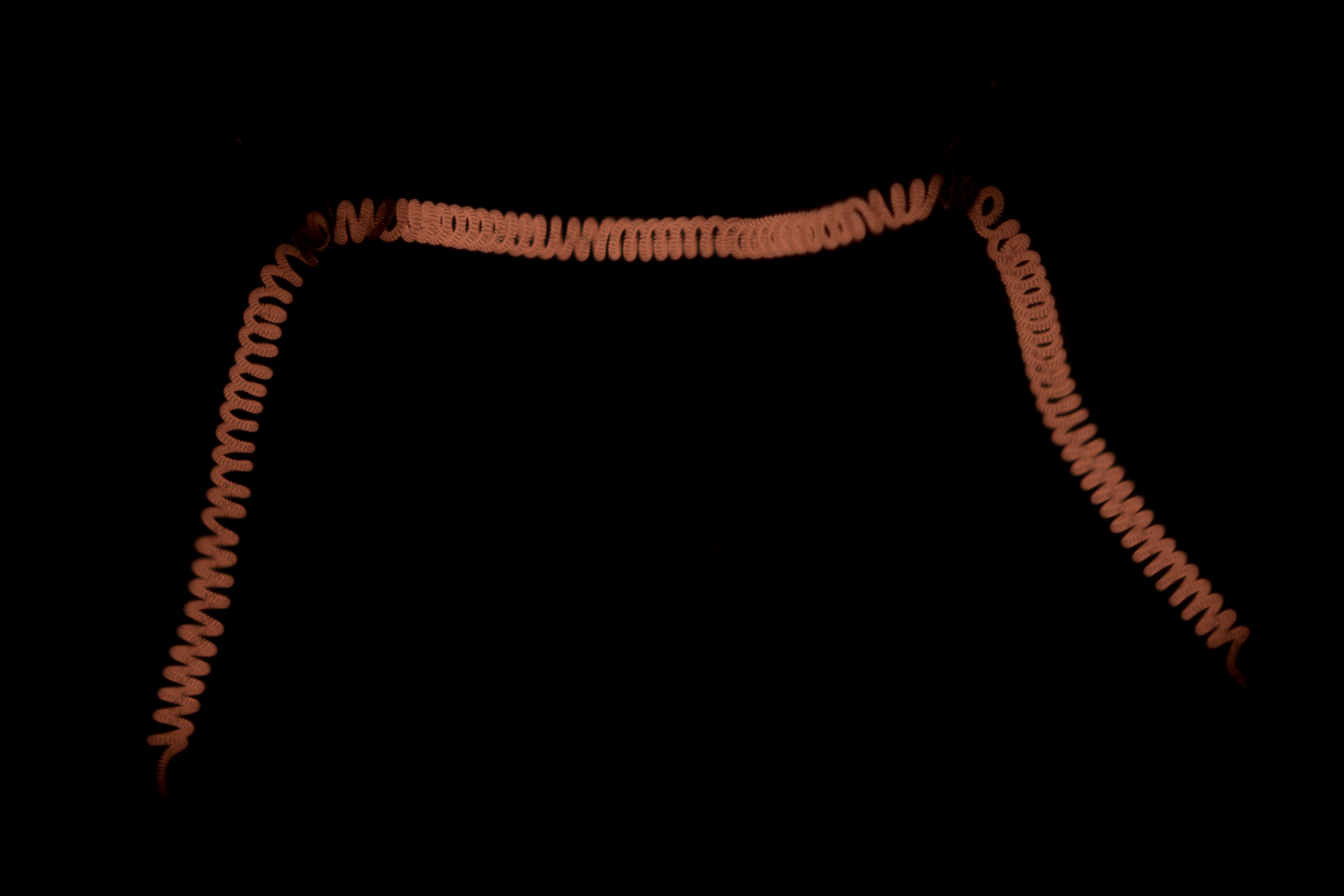
Filamento de una bombilla encendida.

El filamento es el hilo en espiral que genera luz por acción de la temperatura en las lámparas incandescentes. Están fabricados con metal de tungsteno, conocido también por el nombre químico de wolframio (W), recubiertos de calcio (Ca) y magnesio (Mg) y su función principal en los tubos de las Lámparas incandescentes es calentar previamente el gas argón que contienen en su interior para que se puedan encender. 